# Guido Vandone
Guido Vandone (Torino, 18 febbraio 1930 – Albenga, 31 luglio 2019) è stato un calciatore italiano, di ruolo portiere.

## Carriera
Nel 1943 e poi dal 1946 al 1949 giocò nelle giovanili del Torino, con cui vinse anche un Campionato Ragazzi nella stagione 1946-1947.
Nella stagione 1948-1949, a seguito della Tragedia di Superga, gioca tutte le ultime 4 partite del campionato di Serie A con il Torino, subendo complessivamente 2 reti. Rimane in granata anche nella stagione successiva, nella quale non scende mai in campo.
Nella stagione 1950-1951 milita nel Savona, con cui disputa 24 partite nel campionato di Serie C. Dopo un ulteriore biennio in Serie A al Torino, in cui non gioca però nessuna partita ufficiale, milita in seguito nel Prato, con cui nella stagione 1953-1954 vince il campionato di IV Serie (in cui gioca 29 incontri), e con il Lecce, club con il quale nella stagione 1954-1955 disputa 25 partite nel campionato di Serie C, che i salentini chiudono con una retrocessione. Nella stagione 1955-1956 gioca invece nel Cuneo, nuovamente in IV Serie, campionato in cui i piemontesi terminano con un terzo posto in classifica nel girone A.

## Palmarès

### Club

#### Competizioni giovanili
- Campionato Ragazzi: 1

Torino: 1946-1947

#### Competizioni nazionali
- IV Serie: 1

Prato: 1953-1954